# Kamen Rider Super-1
Kamen Rider Super-1 (jap. 仮面ライダースーパー1 Kamen Raidā Sūpā Wan) – japoński serial tokusatsu, siódma odsłona serii Kamen Rider. Powstał przy współpracy Ishimori Productions oraz Toei Company. Emitowany był na kanale MBS od 17 października 1980 do 3 października 1981 roku, liczył 48 odcinków.

## Fabuła
Kazuya Oki to młody Japończyk, który zdecydował się bezinteresownie stać się królikiem doświadczalnym NASA, która chciała stworzyć cyborga przystosowanego do przebywania w kosmosie bez ciężkiego i niewygodnego kombinezonu. Po pomyślnie zakończonej operacji otrzymuje on kryptonim "Super-1". Niestety plan lotu w kosmos zostaje przerwany, ponieważ baza NASA została zaatakowana przez złe Królestwo Dogmy, które chce zmienić świat w Utopię. W wyniku ataku giną wszyscy oprócz Kazui, który postanawia wrócić do Japonii aby tam kontynuować walkę z Dogmą a później z Jin Dogmą. W walce pomagają mu jego trener- Mistrz Genkai oraz Genjirō Tani, który niegdyś wspierał Skyridera. 

## Obsada
- Kazuya Oki/Kamen Rider Super-1: Shunsuke Takasugi
- Genjirō Tani: Nobuo Tsukamoto
- Mistrz Genkai: Munemaru Kōda (także Dr. Man w Bioman oraz Gorma Piętnasty w Dairanger)
- Choro: Teru Satō
- Harumi Kusanami: Yumiko Tanaka
- Ryō Kusanami: Katsuya Hayakawa
- Doktor Henry: Wolf Ōtsuki
- Terror Makro: Akira Shioji
- Generał Megarl: Toshihiko Miki
- Marszałek Demon: Kentarō Kachi